# 洛巴策折背龜
洛巴策折背龜（學名：Kinixys lobatsiana）是折背龜屬下的一種龜。發現於非洲南部的南非和博茨瓦納，原先是鐘紋折背龜的亞種，1993年有爬蟲學者布羅德利（Broadley）改為一個單獨的種。
其背殼較窄，長度達16.7（6.6英寸）。

## 擴展閱讀
- Photo of Kinixys lobatsiana （页面存档备份，存于）
- Photo of Kinixys lobatsiana （页面存档备份，存于）
- Britishcheloniagroup.org.uk